# Filadelfie (budova)
Filadelfie je administrativní výšková budova, dominanta pražského BB Centra v Michli, stojí u Baarova parku.

## Popis
Budova má 17 pater nadzemních, 6 

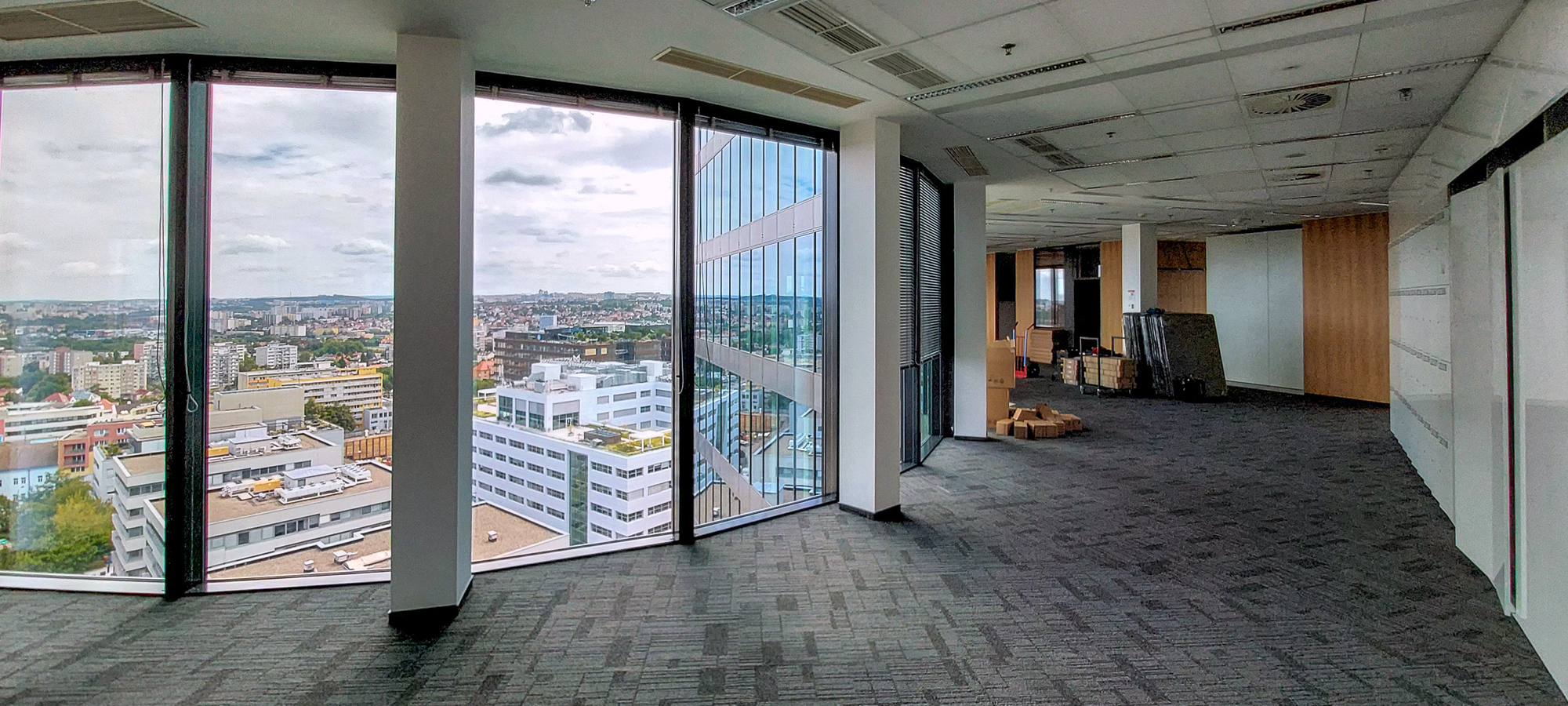
Prostory z kanceláří v interiéru

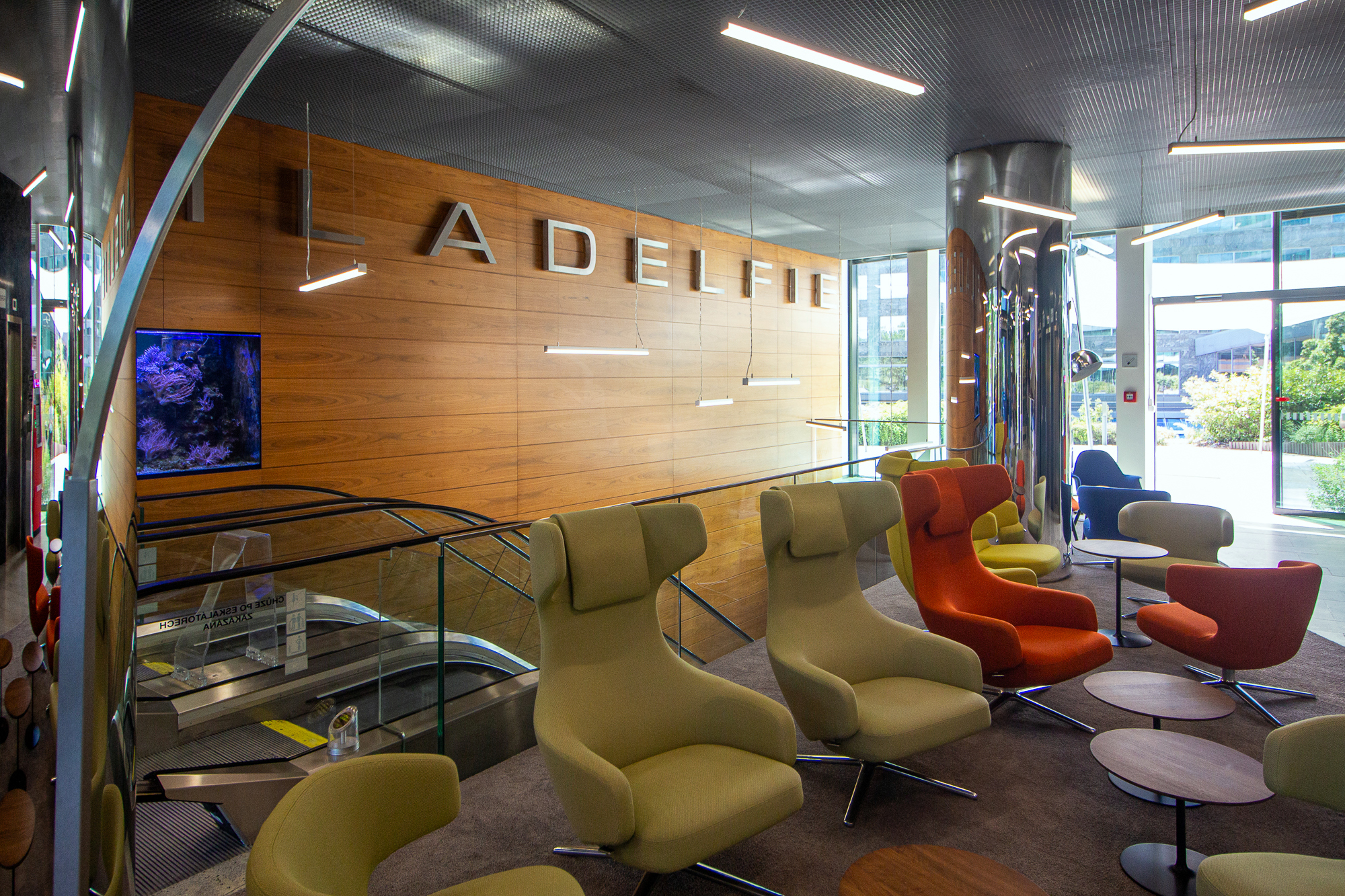
Lobby v přízemí

podzemních. Její výstavba probíhala od jara roku 2008 do července roku 2010. Je využívána jako kancelářské a administrativní prostory (30 500 m²) a komerční prostory (3500 m²). V šesti podzemních podlažích se nachází parkoviště pro přibližně 1000 aut. Výška budovy s anténami je 72 metrů, samotná střecha je ve výšce 70 metrů. Vertikální pohyb uvnitř budovy obsluhuje šest výtahů umístěných ve středové části.
Za návrhem budovy stojí studio DaM, konkrétně architekti Jan Holna, Richard Doležal, Petr Malinský, Lenka Kadrmasová a Petr Šedivý, investor byl Passerinvest Group.

### Architektura
Budovu pokrývá skleněný plášť. Půdorys objektu vychází z tvaru kříže vepsaného do elipsy, který dělí budovu na 4 křídla a také je díky němu v budově víc světla. Celkový dojem z budovy odlehčuje právě elipsa a čtyři dynamické fasádní „vlny". Architekti se snažili maximalizovat odstup budovy od těch okolních.

## Hodnocení
Projekt budovy postoupil do 2. kola v soutěži Stavba roku v roce 2011.